# 5 novembre
Pour les articles homonymes, voir Cinq-Novembre.
5 octobre 5 décembre
Chronologies thématiques
- Croisades
- Ferroviaires
- Sports
- Disney
- Anarchisme
- Catholicisme

Abréviations / Voir aussi
- (° 1852) = né en 1852
- († 1885) = mort en 1885
- a.s. = calendrier julien
- n.s. = calendrier grégorien
- Calendrier
- Calendrier perpétuel
- Liste de calendriers
- Naissances du jour

Le 5 novembre est le 309e jour de l'année du calendrier grégorien, 310e lorsqu'elle est bissextile (il en reste ensuite 56).
C'était généralement l'équivalent du 15 brumaire du calendrier républicain ou révolutionnaire français, officiellement dénommé jour du dindon ou jour de la dinde.

## Événements

### XVIesiècle
- 1566 : deuxième bataille de Panipat.

### XVIIesiècle
- 1605 : à Londres, la Conspiration des poudres est découverte, et se solde par un échec (par laquelle l'officier catholique Guy Fawkes projetait de faire sauter le Parlement d'Angleterre, et de tuer le roi protestant Jacques Ier).

### XVIIIesiècle
- 1757 : bataille de Rossbach, la Prusse bat les troupes franco-impériales.
- 1768 : signature du traité de Fort Stanwix.

### XIXesiècle
- 1805 : victoire des maréchaux Murat et Lannes, à Amstetten (Autriche), contre les troupes austro-russes du prince Bagration ; et du maréchal Davout, contre le général Meerveldt, à Steyer (Autriche).
- 1828 : départ des derniers « non-Grecs », à la suite de l'expédition de Morée.
- 1854 : bataille d'Inkerman, lors de la Guerre de Crimée.

### XXesiècle
- 1911 : par décret, le royaume d'Italie annexe la Libye, pendant la guerre italo-turque.
- 1912 : Thomas Woodrow Wilson est élu 28e président des États-Unis.
- 1913 : en raison de sa folie, Othon Ier de Bavière abdique ; Louis, son cousin et régent du royaume, lui succède comme roi de Bavière.
- 1914 :
  - la France et le Royaume-Uni déclarent la guerre à l'Empire ottoman.
  - Les Britanniques annexent Chypre[1].
- 1916 : Guillaume II d'Allemagne et François-Joseph Ier d'Autriche créent un éphémère royaume de Pologne.
- 1940 : 
  - Franklin D. Roosevelt est réélu Président des États-Unis, pour un troisième mandat.
  - l'Admiral Scheer coule le HMS Jervis Bay.
- 1943 : bombardement du Vatican.
- 1956 : des parachutistes britanniques débarquent à Port-Saïd, durant la campagne de Suez ; l’Union soviétique menace d'intervenir avec des missiles, si Londres et Paris n'acceptent pas un cessez-le-feu.
- 1963 : l'Algérie et le Maroc cessent les combats de la guerre des Sables.
- 1968 : Richard Nixon est élu 37e président des États-Unis.
- 1995 : André Dallaire tente d'assassiner le Premier ministre canadien Jean Chrétien.
- 1996 : Bill Clinton est réélu comme 42e président des États-Unis, mais les républicains conservent la majorité au Congrès.
- 1998 : en France, Lionel Jospin rend hommage, au Chemin des Dames (Aisne), à tous les soldats de la Grande guerre, y compris ceux qui furent fusillés, principalement en 1917, pour l'exemple ; des propos jugés inopportuns par l'Élysée.

### XXIesiècle
- 2002 :
  - le centre de la Croix-Rouge de Sangatte, à "deux pas" de la partie française du tunnel sous la Manche, cesse d'accueillir de nouveaux réfugiés[2],[3].
  - Aux États-Unis, le Parti républicain de George W. Bush remporte haut la main les élections de mi-mandat, reprenant ainsi la majorité au Sénat, et la conservant à la Chambre des représentants.
- 2004 : le Russe Vladimir Poutine signe le protocole de Kyoto sur l'environnement, ouvrant la voie à l'application de ce traité.
- 2005 : en Irak, Saddam Hussein, Barzan Al-Tikriti et Awad Hamed al-Bandar sont condamnés à mort.
- 2013 :
  - Bill de Blasio est élu le 109e maire de New York.
  - En République démocratique du Congo, le mouvement M23, défait par l’armée gouvernementale, rend les armes.
  - Au Bangladesh, 152 personnes sont condamnées à mort pour mutinerie.
- 2017 : élections municipales au Québec.
- 2020 :
  - au Kosovo, le président Hashim Thaçi démissionne, à la suite de son inculpation par le tribunal spécial de La Haye pour crimes de guerre[4].
  - À Saint-Vincent-et-les-Grenadines (petites Antilles), les élections législatives ont lieu, afin de renouveler les membres de l'Assemblée du pays. Au pouvoir depuis deux décennies, le Parti travailliste uni de Ralph Gonsalves remporte la majorité absolue[5],[6].
- 2024 :
  - aux États-Unis, l'élection présidentielle débute[7].
  - aux Palaos, l'élection présidentielle a lieu[8].
  - au Qatar, un référendum constitutionnel est organisé. Et la révision de la constitution est approuvée à plus de 90 % des voix[9]

## Arts, culture et religion
- 1499 : impression du Catholicon, par Jehan Calvez, à Tréguier (Bretagne), le premier dictionnaire trilingue breton-français-latin, écrit par Jehan Lagadeuc.
- 1895 : création à Cologne de Till l'Espiègle, op. 28, poème symphonique de Richard Strauss.
- 1955 : réouverture de l'Opéra d'État de Vienne.
- 2002 : la mannequine top-modèle franco-italienne Carla Bruni dévoile un premier album musical conçu avec Louis Bertignac et Léos Carax en tant qu'autrice-compositrice-interprète chanteuse et guitariste dont les titres Quelqu’un m’a dit ou Raphaël[10].

## Sciences et techniques
- 1930 : l'hydravion Dornier Do X commence son périple autour du monde.
- 1964 : la sonde Mariner 3 est lancée, du cap Kennedy.
- 2007 : entrée en orbite lunaire de Chang'e 1, premier satellite d'observation lunaire chinois.
- 2013 : l’Inde lance la sonde spatiale Mangalyaan en direction de la planète Mars.

## Économie et société
- 1530 : l’inondation de la Saint-Félix cause plus de 100 000 morts en Zélande et en Flandre ; la ville de Reimerswaal et sa région d'Oost-Watering sont anéanties.
- 1993 : dernière coulée des hauts fourneaux du site de la Société métallurgique de Normandie, à Colombelles.
- 2015 :
  - le président de la République François Hollande inaugure officiellement l'Hexagone Balard, le nouveau Ministère de la Défense français.
  - La rupture de deux digues de déchets miniers, dans le Minas Gerais (Brésil), provoque la destruction d'un village.
- 2017 :
  - aux États-Unis, une fusillade fait 26 morts, dans une église baptiste de Sutherland Springs, au Texas.
  - Publication des Paradise Papers
- 2018 : effondrement des immeubles rue d'Aubagne à Marseille, dans le quartier de Noailles, vers 9h00, entraînant 8 morts.
- 2021 :
  - aux États-Unis, une bousculade fait 8 morts au cours d'un festival de musique[11].
  - en Sierra Leone, au moins 101 personnes meurent lors de l'explosion d'un camion-citerne à Freetown[12].

## Naissances

### XVesiècle
- 1494 : Hans Sachs, poète allemand († 19 janvier 1576).

### XVIesiècle
- 1549 : Philippe Duplessis-Mornay, théologien et homme politique huguenot français, futur gouverneur de Saumur († 11 novembre 1623).

### XVIIesiècle
- 1615 : Ibrahim Ier, sultan de l'Empire ottoman († 18 août 1648).

### XVIIIesiècle
- 1701 : Pietro Longhi, peintre italien († 8 mai 1785).
- 1770 : Dominique-Joseph René Vandamme, général d'Empire français († 15 juillet 1830).
- 1779 : Washington Allston, peintre, poète et écrivain américain († 9 juillet 1843).

### XIXesiècle
- 1801 : François Antoine Bodumont, peintre belge († 31 décembre 1829).
- 1818 : Pedro Parraga, matador espagnol († 15 octobre 1859).
- 1850 : Ella Wheeler Wilcox, poétesse américaine (+ 30 octobre 1919).
- 1854 : Alphonse Desjardins, fondateur des Caisses populaires Desjardins († 31 octobre 1920).
- 1855 : Léon Teisserenc de Bort, météorologue français († 2 janvier 1913).
- 1859 : Henry Bouvet, peintre français († 24 février 1945).
- 1862 : Leonardo Castellanos y Castellanos, évêque mexicain, vénérable († 19 mai 1912).
- 1864 : Jessie Ralph (Chambers), actrice américaine († 30 mai 1944).
- 1873 : Teddy Flack, sportif australien, double champion olympique en demi-fond, en 1896 († 10 janvier 1935).
- 1893 : Raymond Loewy, designer industriel et graphiste franco-américain († 14 juillet 1986).
- 1895 :
  - Walter Gieseking, pianiste de concert franco-allemand († 26 octobre 1956).
  - Jacob Kaplan, grand rabbin de France de 1955 à 1980 († 5 décembre 1994).
- 1898 : Jean Urvoy, peintre, écrivain et graveur français († 21 juillet 1989).
- 1900 : Natalie Schafer, actrice américaine († 10 avril 1991).

### XXesiècle
- 1905 : Joel McCrea, acteur américain californien († 20 octobre 1990).
- 1906 : Endre Kabos, escrimeur hongrois, triple champion olympique († 4 novembre 1944).
- 1909 : Pierre Repp (Pierre Bouclet dit), acteur français († 1er novembre 1986).
- 1911 :
  - Roy Rogers, acteur et chanteur américain († 6 juillet 1998).
  - Enrique del Solar Cáceda, biologiste marin péruvien († 1990).
- 1913 :
  - Vivien Leigh (Vivian Mary Hartley dite), actrice américaine († 8 juillet 1967).
  - Samuel « Sam » Ruben, chimiste américain († 28 septembre 1943).
- 1914 : Emmanuel Kiwanuka Nsubuga, cardinal ougandais, archevêque de Kampala de 1966 à 1990 († 20 avril 1991).
- 1917 :
  - Jacqueline Auriol, aviatrice française et seconde femme pilote d'essai après Adrienne Bolland († 11 février 2000).
  - Madeleine Robinson (Madeleine Svoboda dite), actrice française († 1er août 2004).
- 1918:
  - Regin Dahl, poète et compositeur féroïen († 29 mars 2007).
- 1921 : 
  - György Cziffra, pianiste virtuose hongrois naturalisé français († 15 janvier 1994).
  - Faouzia Fouad, princesse égyptienne et reine d'Iran († 2 juillet 2013)
- 1922 :
  - Abubakar Gumi, religieux nigérian, « grand cadi » de 1962 à 1967 († 11 septembre 1992).
  - María Isabel Rodríguez, médecin et femme politique salvadorienne.
- 1923 : Jéhan Le Roy, cavalier français, médaillé olympique († 17 août 1992).
- 1924 : Alice Colonieu, céramiste, sculptrice et peintre française († 16 juillet 2010).
- 1926 : John Berger, écrivain, romancier, poète et peintre britannique († 2 janvier 2017).
- 1927 : Arlette Thomas, comédienne et doubleuse vocale francophone († 13 mai 2015).
- 1929 : Marie-Josèphe Yoyotte, monteuse française de cinéma († 18 juillet 2017).
- 1931 :
  - Gilbert Roland Hill, acteur américain, et président du conseil municipal de Détroit († 29 février 2016).
  - Charles Taylor, philosophe, enseignant et auteur québécois.
  - Ike Turner, musicien américain († 12 décembre 2007).
- 1932 : Joaquin Leni « Leny » Escudero, chanteur français et mayennais d'origine espagnole († 9 octobre 2015).
- 1934 : Victor Argo, acteur américain († 7 avril 2004).
- 1937 : 
  - Hervé Télémaque, artiste peintre franco-haïtien.
  - Harris Yulin, acteur américain.
- 1938 : Joseph Ira « Joe » Dassin, chanteur franco-américain († 20 août 1980).
- 1940 : Elke Sommer (Elke Schletz dite), actrice, animatrice et chanteuse allemande.
- 1941 : Arthur Ira « Art » Garfunkel, chanteur américain.
- 1943 :
  - Charles Biétry, journaliste sportif français.
  - Rüdiger Henning, rameur allemand, champion olympique en huit.
  - Joël Santoni, réalisateur et scénariste français († 18 avril 2018).
  - Sam Shepard (Samuel Shepard Rogers IV dit), acteur, scénariste et réalisateur américain († 27 juillet 2017).
- 1944 :
  - Michaël Denard, danseur et acteur de théâtre français († 17 février 2023).
  - Gérard Latulippe, homme politique et diplomate québécois.
- 1945 : Jacques Lanctôt, éditeur québécois.
- 1946 : Gram Parsons, chanteur américain († 19 septembre 1973).
- 1947 : Peter Noone, chanteur anglais, meneur du groupe Herman's Hermits.
- 1948 :
  - Robert Joseph Cenker, astronaute américain.
  - Yves Krattinger, homme politique français, président du conseil départemental de la Haute-Saône.
  - Ingrid Lafforgue, skieuse alpine française.
  - Bernard-Henri Lévy, écrivain, philosophe, cinéaste, homme d’affaires, intellectuel et chroniqueur français.
- 1949 :
  - Masayoshi Kabe, bassiste et guitariste franco-japonais († 26 septembre 2020).
  - Armin Shimerman, acteur américain.
- 1952 :
  - Oleg Blokhine (Олег Владимирович Блохин), footballeur puis entraîneur soviétique puis ukrainien.
  - Robert Piché, pilote de ligne québécois.
  - Bill Walton (William Theodore Walton III dit), basketteur américain.
- 1955 :
  - Philippe Hurteau, artiste peintre français.
  - Kris Jenner, femme d'affaires et célébrité médiatique américaine.
  - Christian Vincent, réalisateur et scénariste français.
- 1958 : Robert Patrick, acteur américain.
- 1959 :
  - Bryan Adams, chanteur canadien.
  - Dario Battistella, spécialiste des relations internationales italien.
- 1960 :
  - Gérard Buscher, footballeur puis entraîneur français.
  - Tilda Swinton, actrice britannique.
- 1961 :
  - Charles Hobaugh, astronaute américain.
  - Alan Goodwin Poindexter, astronaute américain.
  - Denis Roux, coureur cycliste français.
- 1962 : Benjamin Alvin Drew, astronaute américain.
- 1963 :
  - Serge Khalfon, réalisateur de télévision français.
  - Tatum O'Neal, actrice américaine.
  - Jean-Pierre Papin, footballeur français.
- 1964 :
  - Famke Janssen, actrice néerlandaise.
  - Abedi Pelé (Abedi Ayew dit), footballeur ghanéen.
- 1967 :
  - Marcelo D2 (Marcelo Maldonado Gomes Peixoto dit), rappeur brésilien.
  - Judy Reyes, actrice américaine.
- 1968 :
  - Mademoiselle Agnès (Agnès Boulard dite), miss météo de Canal Plus puis chroniqueuse française de mode à la télévision.
  - Stéphane Blakowski, animateur et chroniqueur français de radio et de télévision.
  - Seth Gilliam, acteur américain.
  - Sam Rockwell, acteur américain.
  - Aitana Sánchez-Gijón, actrice espagnole.
- 1970 :
  - Javy López, joueur de baseball portoricain.
  - Mario Reiter, skieur alpin autrichien.
- 1971 :
  - Sergueï Berezine (Сергей Евгеньевич Березин), hockeyeur professionnel russe.
  - Jonathan Richard Guy « Jonny » Greenwood, musicien britannique du groupe Radiohead.
  - Corin Nemec, acteur américain.
- 1973 :
  - Johnny Damon, joueur de baseball américain.
  - Alekseï Iachine (Алексей Валерьевич Яшин), hockeyeur professionnel russe.
- 1974 :
  - Julien Cazarre, humoriste et comédien français.
  - Jerry Stackhouse, basketteur américain.
- 1975 :
  - Predrag Drobnjak (Предраг Дробњак), basketteur yougoslave puis monténégrin.
  - Trecia Smith, athlète de sauts jamaïcaine.
- 1977 :
  - Cyril Lignac, cuisinier français.
  - Richard Wright, footballeur anglais.
  - Mihai Covaliu, escrimeur roumain spécialiste du sabre, champion olympique.
- 1978 :
  - Marie-Annick Lépine, musicienne québécoise du groupe Les Cowboys fringants.
  - Xavier Tondo, cycliste sur route espagnol.
  - Bubba Watson (Gerry Lester Watson Jr. dit), golfeur américain.
- 1979 : Tarek Boudali, acteur français.
- 1980 :
  - Ibrahim Maalouf, trompettiste libano-français.
  - Geneviève Simard, skieuse alpine québécoise.
- 1983 : Alexa Chung, animatrice de télévision et mannequin anglaise.
- 1984 : Tobias Enström, hockeyeur sur glace suédois.
- 1985 : Maartje van de Wetering, actrice néerlandaise.
- 1986 :
  - BoA (Kwon Bo Ah / 권보아 dite), chanteuse sud-coréenne de K-pop et J-pop.
  - Pierre Croce, humoriste et vidéaste français.
  - Matthew Goss, cycliste sur piste et sur route australien.
  - Ian Mahinmi, basketteur français.
- 1987 :
  - Kevin Jonas, musicien américain du groupe Jonas Brothers.
  - Ovinton J'Anthony Mayo, basketteur américain.
- 1988 : Yannick Borel, épéiste français.
- 1989 : David John Kennedy, basketteur américain.
- 1991 : Flume (Harley Edward Streten dit), DJ australien.
- 1992 : Marco Verratti, footballeur italien.
- 1995 : Léo Legrand, comédien français.
- 1998 :
  - Ugo Martin, rugbyman français.
  - Takehiro Tomiyasu, footballeur japonais.
- 1999 :
  - Odette Ahirindi Menkreo, joueuse de volley-ball camerounaise.
  - Martina Fidanza, coureuse cycliste italienne.
  - Loena Hendrickx, patineuse artistique belge.

## Séparations
- 1980 : la chanteuse franco-bulgare Sylvie Vartan et le chanteur franco-belge Johnny Hallyday se séparent après 15 années de mariage et un enfant ensemble, le futur chanteur franco-américain David Hallyday-Smet. Ils resteront "tendres" l'un envers l'autre[10].

## Décès

### XVIesiècle
- 1554 : Francesco Gesualdo, religieux français, brûlé vif à Malte (° inconnue).

### XVIIesiècle
- 1660 : Alexandre de Rhodes, prêtre jésuite français, missionnaire en Cochinchine et au Tonkin et linguiste (° 15 mars 1591).

### XVIIIesiècle
- 1707 : Gomidas Keumurdjian, prêtre catholique arménien, martyr, bienheureux (° v. 1656).
- 1752 : Carl Andreas Duker, historien et philologue allemand (° 1670).

### XIXesiècle
- 1804 : Michel Cabieu, militaire français (° 2 mars 1730).
- 1828 : Sophie-Dorothée de Wurtemberg (Мария Фёдopoвна, Marie Féodorovna), tsarine de Russie de 1796 à 1801 (° 25 octobre 1759).
- 1841 : Martin Michel Charles Gaudin, duc de Gaëte, homme politique français, ministre des Finances du Consulat et de l'Empire (° 16 janvier 1756).
- 1859 : Aurore de Lafond de Fénion, artiste-peintre française (° 17 février 1788)
- 1879 : James Clerk Maxwell, physicien et mathématicien écossais (° 13 juin 1831).
- 1881 : Robert Mallet, ingénieur et géologue irlandais (° 3 juin 1810).

### XXesiècle
- 1908 : Andrew Graham, astronome irlandais (° 8 avril 1815).
- 1914 : August Weismann, biologiste et médecin allemand (° 17 janvier 1834).
- 1921 : Antoinette Brown Blackwell, première femme ordonnée pasteur aux États-Unis (° 20 mai 1825).
- 1942 : George Michael Cohan, scénariste, compositeur et acteur américain (° 3 juillet 1878).
- 1941 : Léo Wanner, journaliste et militante féministe et anti-impérialiste française (° 4 janvier 1886).
- 1944 : Alexis Carrel, chirurgien et biologiste français (° 28 juin 1873).
- 1955 : Maurice Utrillo, peintre français (° 26 décembre 1883).
- 1956 : Arthur « Art » Tatum, pianiste de jazz américain (° 13 octobre 1909).
- 1960 :
  - Wardell Edwin « Ward » Bond, acteur américain (° 9 avril 1903).
  - John Gale « Johnny » Horton, chanteur et guitariste de musique country américain (° 30 avril 1925).
  - Mack Sennett (Michael Sinnott dit), cinéaste américain (° 17 janvier 1880).
- 1971 : Lothar Berger, officier militaire allemand (° 31 décembre 1900).
- 1975 : Annette Kellermann, nageuse et actrice australienne (° 6 juillet 1887).
- 1977 :
  - René Goscinny, scénariste de bande dessinée français, cocréateur des personnages Iznogoud et Astérix (° 14 août 1926).
  - Gaetano Alberto « Guy » Lombardo, chef d’orchestre américain d’origine canadienne (° 19 juin 1902).
  - Alekseï Stakhanov (Alekseï Grigorievitch Stakhanov / Алексей Григорьевич Стаханов en russe cyrillique), célèbre mineur soviétique dont le nom fut largement exploité par la propagande stalinienne (° 3 janvier 1906).
- 1979 :
  - Al Capp (Alfred Gerald Caplin dit), auteur américain de bande dessinée (° 28 septembre 1909).
  - Amedeo Nazzari (Amedeo Carlo Leone Buffa dit), acteur italien (° 10 décembre 1907).
- 1981 : 
  - Rangjung Rigpe Dorje, 16e karmapa et chef d'une école bouddhiste tibétaine (° 14 août 1924).
  - Jean Eustache, réalisateur français (° 30 novembre 1938).
- 1982 : Yves Ciampi, réalisateur français (° 9 février 1921).
- 1983 : Jean-Marc Reiser, dessinateur humoristique et scénariste français (° 13 avril 1941).
- 1986 : Claude Jutra, acteur, réalisateur et scénariste québécois (° 11 mars 1930).
- 1989 : Vladimir Horowitz, pianiste américain d'origine russe (° 1er octobre 1903).
- 1990 : 
  - Meir Kahane, rabbin et homme politique israélo-américain (° 1er août 1932).
  - Bobby Scott (Robert William Scott dit), pianiste, compositeur de jazz et producteur américain (° 29 janvier 1937).
- 1991 :
  - Fredrick Martin « Fred » MacMurray, acteur et producteur américain (° 30 août 1908).
  - Robert Maxwell, magnat de la presse britannique (° 10 juin 1923).
  - Douta Seck, acteur sénégalais (° 4 août 1919).
- 1992 : Jan Oort, astronome néerlandais (° 28 avril 1900).
- 1995 : Ernest Gellner, philosophe, anthropologue, sociologue et professeur britannique (° 9 décembre 1925).
- 1996 :
  - Eddie Harris, saxophoniste de jazz et compositeur américain (° 20 octobre 1934).
  - Gérard Vermette, fantaisiste et animateur québécois (° 26 juillet 1931).
- 1997 :
  - James Robert Baker, scénariste, romancier, écrivain et journaliste américain (° 18 octobre 1946).
  - Isaiah Berlin, philosophe politique et historien des idées américain d'origine lettonne (° 6 juin 1909).
  - Epic Soundtracks (Kevin Paul Godfrey dit), musicien anglais du groupe Swell Maps (° 23 mars 1959).
- 1998 :
  - Momoko Kōchi, actrice japonaise (° 7 mars 1932).
  - István Szőts, cinéaste hongrois (° 30 juin 1912).
- 1999 :
  - James Goldstone, réalisateur et producteur américain (° 8 juin 1931).
  - Colin Rowe, critique d'architecture britannique (° 27 mars 1920).
- 2000 :
  - James Houston « Jimmie » Davis, chanteur et compositeur de country et de gospel et homme politique américain (° 11 septembre 1899).
  - Roger Peyrefitte, écrivain, lauréat du prix Renaudot en 1945 pour Les Amitiés particulières (° 17 août 1907).

### XXIesiècle
- 2001 : Jeannette Vermeersch (Julie Marie Vermeersch dite), femme politique française (° 26 novembre 1910).
- 2003 :
  - Robert Lee « Bobby » Hatfield, chanteur américain du groupe The Righteous Brothers (° 10 août 1940).
  - Henri Mendras, sociologue français (° 16 mai 1927).
- 2004 : Pierre Anfosso, peintre français (° 1er décembre 1928).
- 2005 : John Fowles, romancier britannique auteur de Sarah et le Lieutenant français porté avec succès à l'écran sous le titre La Maîtresse du lieutenant français (° 31 mars 1926).
- 2006 :
  - Bülent Ecevit, homme politique, journaliste et poète turc, Premier ministre à quatre reprises (° 28 mai 1925).
  - Pietro Rava, footballeur italien (° 21 janvier 1916).
- 2007 :
  - Nils Liedholm, footballeur suédois (° 8 octobre 1922).
  - Paul Norris, dessinateur américain (° 26 avril 1914).
- 2008 :
  - Félix Lebuhotel, cycliste sur route français (° 21 juillet 1932).
  - Michel Phlipponneau, géographe et homme politique français (° 11 mai 1921).
- 2009 :
  - Farid al-Ansari, universitaire et ouléma marocain (° 1960).
  - Félix Luna, avocat, historien, écrivain, parolier et homme politique argentin (° 30 septembre 1925).
- 2010 : Jill Clayburgh, actrice américaine (° 30 avril 1944).
- 2011 : Loulou de la Falaise (Louise Vava Lucia Henriette Le Bailly de La Falaise dite), créatrice de bijoux chez Yves Saint Laurent (° 4 mai 1947).
- 2012 : Elliott Carter, compositeur américain (° 11 décembre 1908).
- 2014 : Manitas de Plata (Ricardo Baliardo dit), guitariste gitan (° 7 août 1921).
- 2017 : Nancy Friday, écrivaine américaine (° 27 août 1933).
- 2020 : Pierre Simonet, militaire et fonctionnaire français, compagnon de la Libération (° 27 octobre 1921).
- 2021 :
  - Ryszard Grzegorczyk, footballeur international polonais (° 20 septembre 1939).
  - Andris Kolbergs, romancier et scénariste letton (° 21 décembre 1938).
  - Norman Macfarlane, industriel écossais et ancien membre de la Chambre des lords (° 5 mars 1926).
  - Marília Mendonça, chanteuse brésilienne de sertanejo (° 22 juillet 1995).
- 2023 : 
  - Enrique Dussel, philosophe, historien et théologien mexicain (° 24 décembre 1934).
  - Evan Ellingson, acteur américain (° 1er juillet 1988).
  - Marjolijn Greeve, cavalière néerlandais de dressage (° 21 juillet 1938).
  - John L. Heilbron, historien des sciences américain (° 17 mars 1934).
  - Malo Louarn, auteur de bande dessinée français (° 29 avril 1949).
  - Paolo Magnani, évêque catholique italien (° 31 décembre 1926).
  - Philippe Martin, homme politique français (° 28 avril 1949).
  - Cēzars Ozers, basketteur soviétique puis letton (° 11 février 1937).
  - Vladimir Prifti, réalisateur, scénariste et producteur albanais (° 1er juin 1942).
  - Samuel Sanford Shapiro, statisticien et ingénieur américain (° 13 juillet 1930).
  - Donald Shebib, réalisateur, monteur, directeur de la photographie, scénariste et producteur canadien (° 17 janvier 1938).
  - Xabier Zumalde, militant nationaliste basque-espagnol (° 27 août 1938).
- 2024 :
  - Marise Chamberlain, athlète de demi-fond néo-zélandaise (° 5 décembre 1935).
  - Lucien Francoeur, auteur, poète canadien (° 9 septembre 1948).

## Célébrations

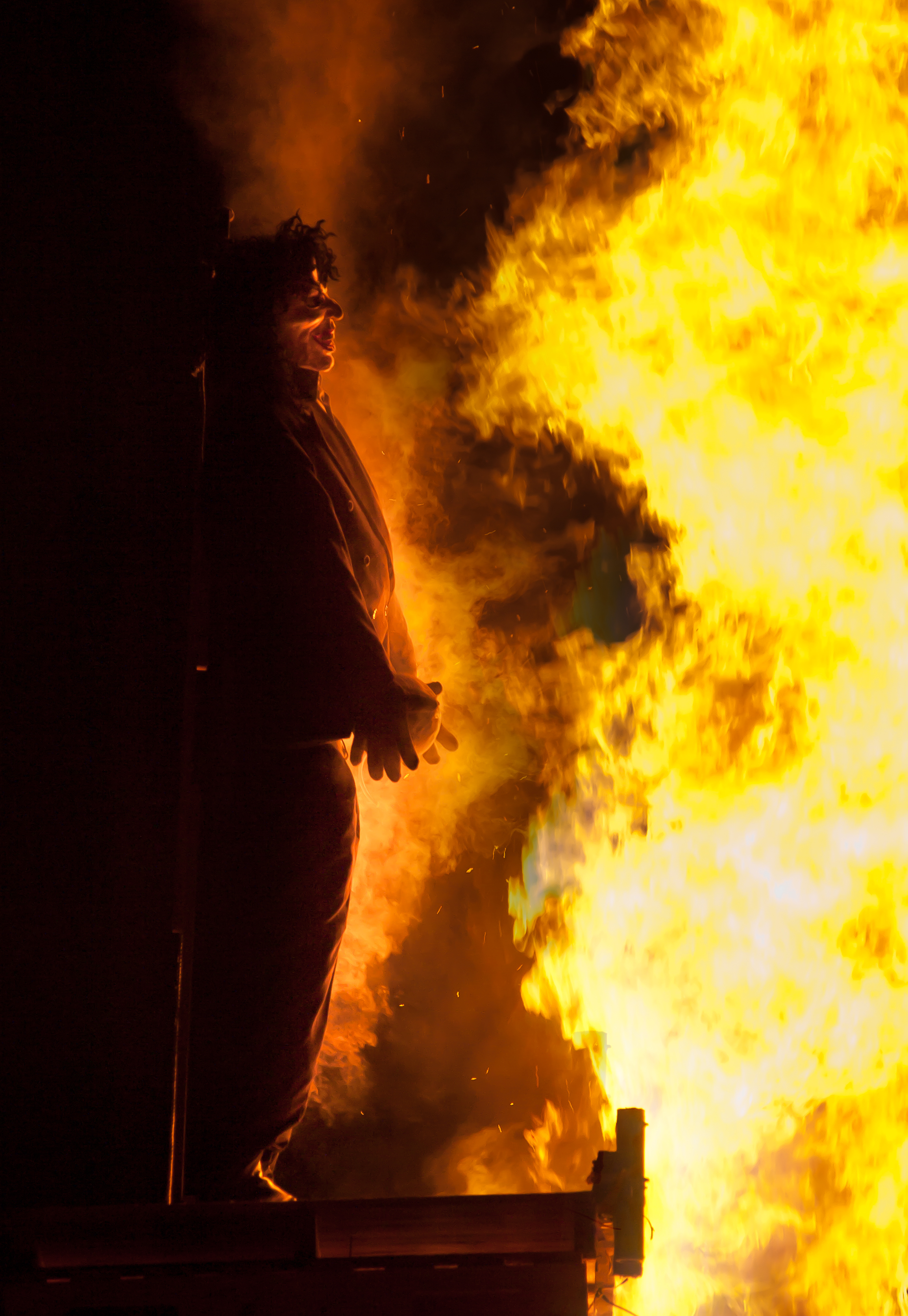
Mannequin à l'effigie de Guy Fawkes sur un bûcher en 2010

- Nations unies : journée mondiale de sensibilisation aux tsunamis[13].
- UNESCO : journée mondiale de la langue romani.

- Argentine : jour de l'aviation civile depuis 1991.
- Colombie : jour de la police nationale.
- Royaume-Uni : Guy Fawkes Night ou nuit des explosifs en commémoration de l'échec de la conspiration des Poudres de 1605 fomentée par un certain Guy Fawkes (au célèbre masque "mondialisé" depuis par une bande dessinée puis par les appelés "anonymous", voir aussi photographie de bûcher ci-contre).
- Salvador : primer grito de independencia ou premier cri de l'indépendance vis-à-vis de l'empire colonial espagnol.

### Fêtes religieuses
- Christianisme : mémoire du martyr Domèce et de l'évêque de Constantinople et confesseur Paul (1er), avec lectures de Héb. 13, 22-25 et de Jn 10, 11-16 dans le lectionnaire de Jérusalem.

### Saints des Églises chrétiennes

#### Saints Catholiques et orthodoxes
Saints du jour, :
- Bertille de Chelles († vers 705) — ou « Berthille », ou « Berthilde » —, moniale de Jouarre, appelée par sainte Bathilde comme première abbesse de l'abbaye de Chelles, vers 670.
- Domnin († 307), martyr.
- Fibicius (VIe siècle), évêque de Trèves.
- Galaction et Epistème († 253), Martyrs à Emèse en Phénicie.
- Géric (IXe siècle), chevalier allemand.
- Goussaud (VIe siècle), Ermite en Limousin.
- Grégoire d'Alexandrie (IXe siècle), patriarche.
- Guéthenoc (VIe siècle), Moine.
- Kerien († v. 490), Ermite.
- Lautein († 518), Moine.
- Lié de Micy (Saint Lié, Lyé / Lætus en latin, † vers 533 ou en tout cas au VIe siècle plutôt qu'au Ve siècle), ° sous le roi franc mérovingien et fils de Clovis -Ier- Clotaire Ier à partir d'environ 511), prêtre / moine à Micy puis ermite dans la forêt de l'actuelle Orléans en Gaule franque parfois vénéré aussi / plutôt les 2 janvier en d'autres lieux que Saint-Mesmin.
- Marc d'Eca (IVe siècle), évêque.
- Marcienne (VIIIe siècle), Vierge à Albi.
- Millefort (XIIe siècle), Martyr.
- Spinule (VIIe siècle), Moine.
- Sylvie de Rome († 592), mère du pape Grégoire le Grand.
- Ursicin (IVe siècle), évêque.

#### Saints et Bienheureux des Églises catholiques
Saints et béatifiés du jour :
- Bernard Lichtenberg († 1943), bienheureux prêtre et martyr allemand.
- Dominique Mau († 1858), prêtre dominicain et martyr.
- Gomidas Keumurdjian († 1707), bienheureux martyr.
- Grégoire Lakota, évêque de l'Église gréco-catholique ukrainienne, mort en déportation en Sibérie († 12 novembre 1950) - bienheureux[16].
- Guiraud († 1123), Évêque de Beziers.
- Guy-Marie Conforti († 1931), évêque de Parme en Émilie.
- Jean-Antoine Burro Mas († 1936), religieux espagnol, bienheureux, martyr lors de la guerre civile espagnole.
- Marie du Mont-Carmel Viel Ferrando († 1936), consacrée espagnole, bienheureuse, martyre lors de la guerre civile espagnole.
- Raynier Arétin († 1589), bienheureux Capucin italien.

#### Saint orthodoxe du jour
Saint du jour aux dates éventuellement "juliennes" ou orientales : 
- Jonas de Novgorod (ru) († 1470), archevêque.

### Prénoms
Bonne fête aux Sylvie et aux porteuses de ses variantes ou diminutifs directs : Silvia, Silvie, Sylvette, Sylvia ; aux porteurs de la forme masculine Silvio ; ainsi qu'aux Sylviane et ses variantes : Silv(i)an(n)a, Silviane, Silvianne, Sylviana, Sylvianne et Sylvienne, qui ont la même étymologie et sont fêtés le même jour.
Et aussi aux :
- Bertille en prémisse des lendemains 6 novembre.
- Aux Élisabeth et ses variantes ou diminutifs : Babeth, Babette, Élisabet, Élisabete, Élisabethe, Elisabetta, Élisabette, Élizabet, Élizabeta, Élizabete, Elizabeth, Élizabette, Lili, Lily, Lisabete, Lisabeth, Lisbeth, Liz, Lizabete et Lizbeth; ainsi qu'aux porteuses des prénoms qui en sont dérivés : Betty, Buffy, Élise, Elsa et Elisa (fête majeure les 17 novembre à venir).
- Aux Gwezheneg et ses dérivés bretons : Guethenoc, Guéthénoc, Guézennec, Guinoux, Gwezhenog, Weithnoc, etc. (voir aussi l'avant-veille 3 novembre des Gwénaël(le) et leurs variantes).
- Aux Kerrien et autres variantes bretonnes : Carreuc, Kerrian, Querrien, etc.
- Aux Lié(e), Lyé(e), Lætus, voire Læta et autres possibles variantes, sinon Lætitia ou Liesse.
- Aux Zacharie et ses variantes : Zachary et Zakaria(s) (plutôt les 23 septembre par exemple ?).[réf. souhaitée]

## Traditions et superstitions

### Dictons du jour
- « S'il gèle à la saint-Zacharie[réf. souhaitée], le paysan rit. »[17]
- « S'il neige à la Sainte-Sylvie, le laboureur, il rit ! »[18],[19]

### Astrologie
- Signe du zodiaque : 14e jour du Scorpion.

## Toponymie
Les noms de plusieurs voies, places, sites ou édifices de pays ou régions francophones contiennent cette date en différentes graphies : voir Cinq-Novembre .